# Smermisia caracasana
Smermisia caracasana là một loài nhện trong họ Linyphiidae.
Loài này thuộc chi Smermisia. Smermisia caracasana được Eugène Simon miêu tả năm 1894.